# 1895
1895 (MDCCCXCV) byl rok, který dle gregoriánského kalendáře započal úterým.

## Události

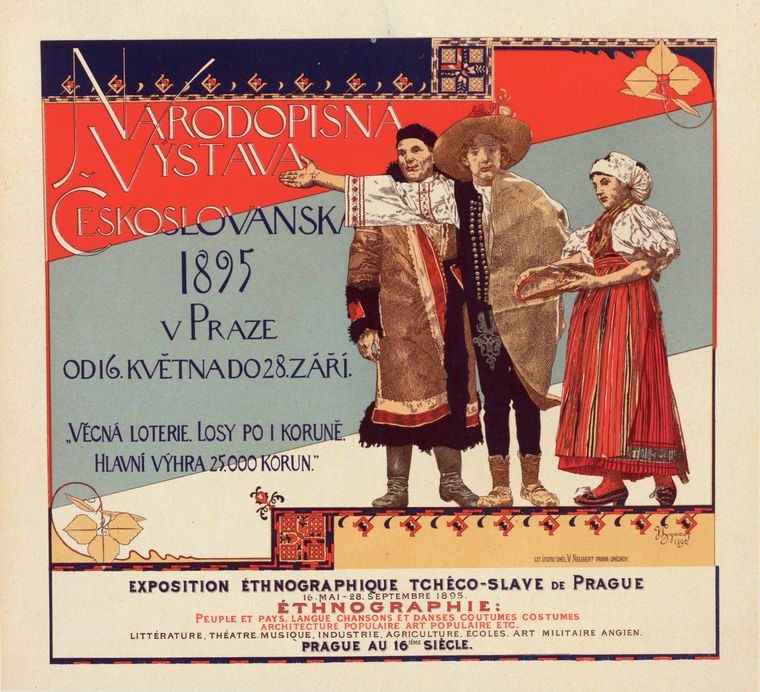
Plakát Národopisné výstavy českoslovanské

### Česko
- 18. května – v Praze zahájena Národopisná výstava českoslovanská[1]
- 12. července – vichřice na Olomoucku usmrtila několik lidí[2]
- 25. července – v Teplicích byl zahájen provoz elektrické tramvaje
- 20.–26. listopadu – Zemské volby v Čechách 1895
- 28. prosince – poprvé zasedá Sněm království Českého[3]
- Vznik klubu Bohemians Praha, tehdy pod prvním názvem S.K.Kotva Vršovice

### Předlitavsko
- 19. června – nastupuje úřednická vláda Ericha Kielmansegga
- 30. září – nastupuje vláda Kazimíra Badeniho (do 30. listopadu 1897)

### Svět

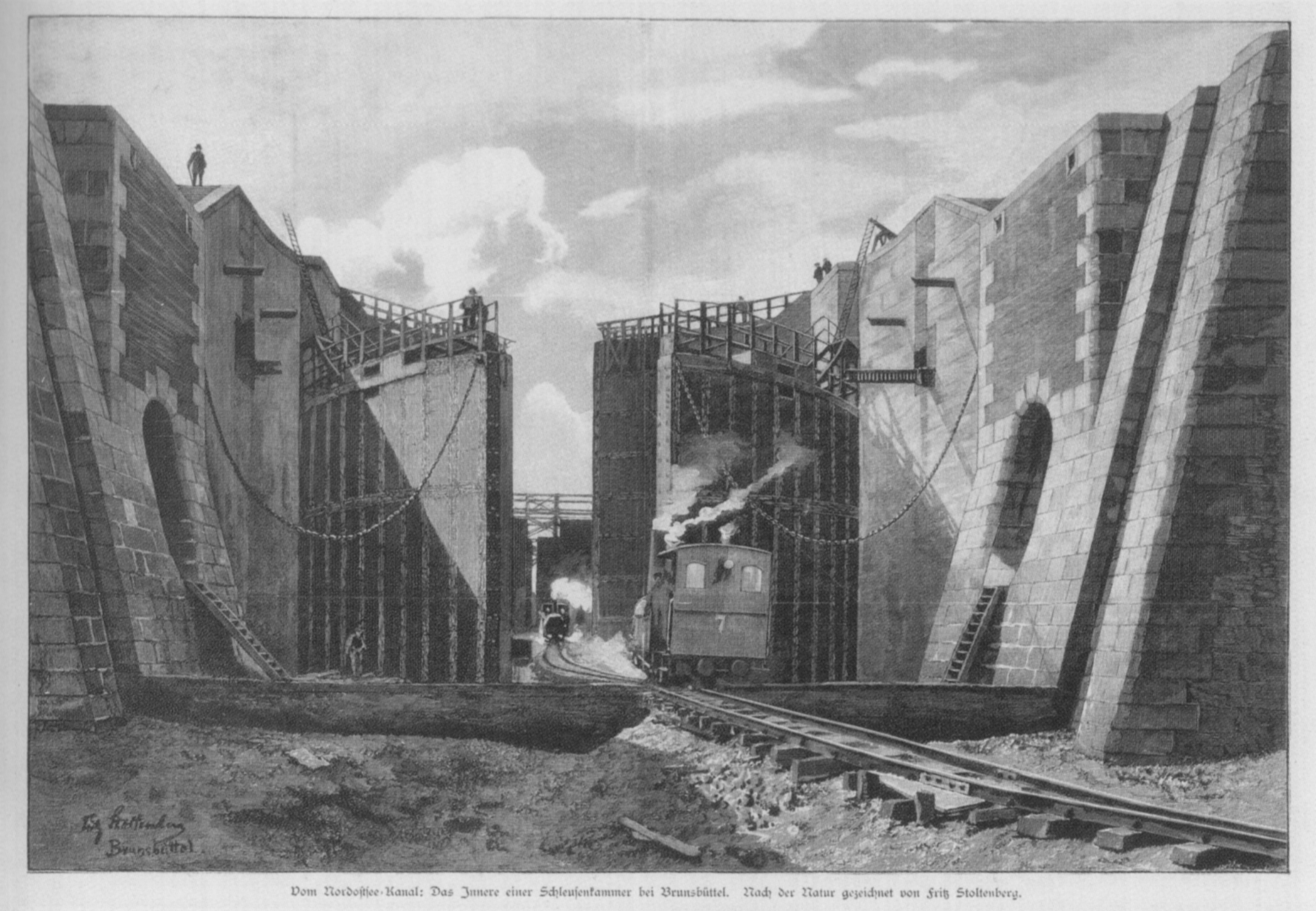
Výstavba Kielského průplavu

- 27. ledna – norský polárník Carsten Borchgrevink jako první člověk vstoupil na antarktický kontinent
- 9. února – první představení hry volejbal
- 14. dubna – zemětřesení o síle 6,1 Richterovy stupnice v Lublani[4]
- 17. dubna – Šimonosecká mírová smlouva
- 21. června – otevření Kielského průplavu mezi Severním a Baltským mořem[5]
- 15. července – atentát na bulharského premiéra Stefana Stambolova[6]
- 8. října – při masakru v Trabzonu bylo zabito několik set Arménů
- 22. října – železniční nehoda na nádraží Montparnasse
- 28. prosince – bratři Lumiérové v Paříži poprvé veřejně promítají film
- Lucemburská hymna se stala oficiálně hymnou
- zřízena nejstarší chráněná území na Slovensku – Šalková a Ponická Dúbrava

### Probíhající události
- 1881–1899 – Mahdího povstání
- 1894–1895 – První čínsko-japonská válka
- 1895–1896 – První italsko-etiopská válka

## Vědy a umění
- 1. března – premiéra Fibichovy opery Bouře v Národním divadle
- 30. března – Rudolf Diesel si patentuje vznětový motor
- 7. května – předvedl Alexandr Stěpanovič Popov v posluchárně Ruské fyzikálně chemické společnosti první rádiový přenos.
- 5. listopadu – V Kolíně nad Rýnem se konala premiéra symfonické básně Richarda Strausse Eulenšpíglova šibalství, dirigoval autor
- 27. listopadu – Alfred Nobel podepsal závěť podle níž se po jeho smrti každoročně uděluje Nobelova cena.
- 28. prosince – první veřejné promítání filmu bratry Lumiéreovými v Paříži.
- automobilky začínají používat pneumatiky plněné vzduchem
- Mikoláš Aleš namaloval plátno Pobití Sasíků pod Hrubou Skálou

## Knihy
- Svatopluk Čech – Písně otroka
- Rudyard Kipling – Druhá kniha džunglí
- Tomáš Garrigue Masaryk – Česká otázka
- Tomáš Garrigue Masaryk – Naše nynější krize
- Karel May – Odkaz Inky
- Karel Václav Rais – Kalibův zločin
- Karel Václav Rais – Pantáta Bezoušek
- Henryk Sienkiewicz – Quo vadis
- Jules Verne – Plovoucí ostrov
- Herbert George Wells – Stroj času
- Oscar Wilde – Jak je důležité míti Filipa
- Julius Zeyer – Tři legendy o krucifixu

## Narození

### Česko

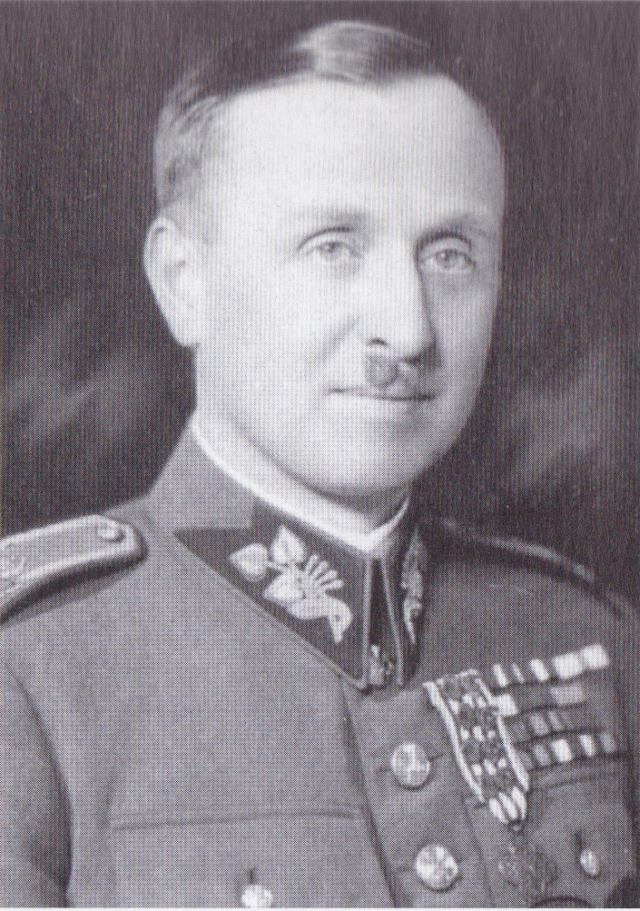
Karel Kutlvašr (* 27. ledna)

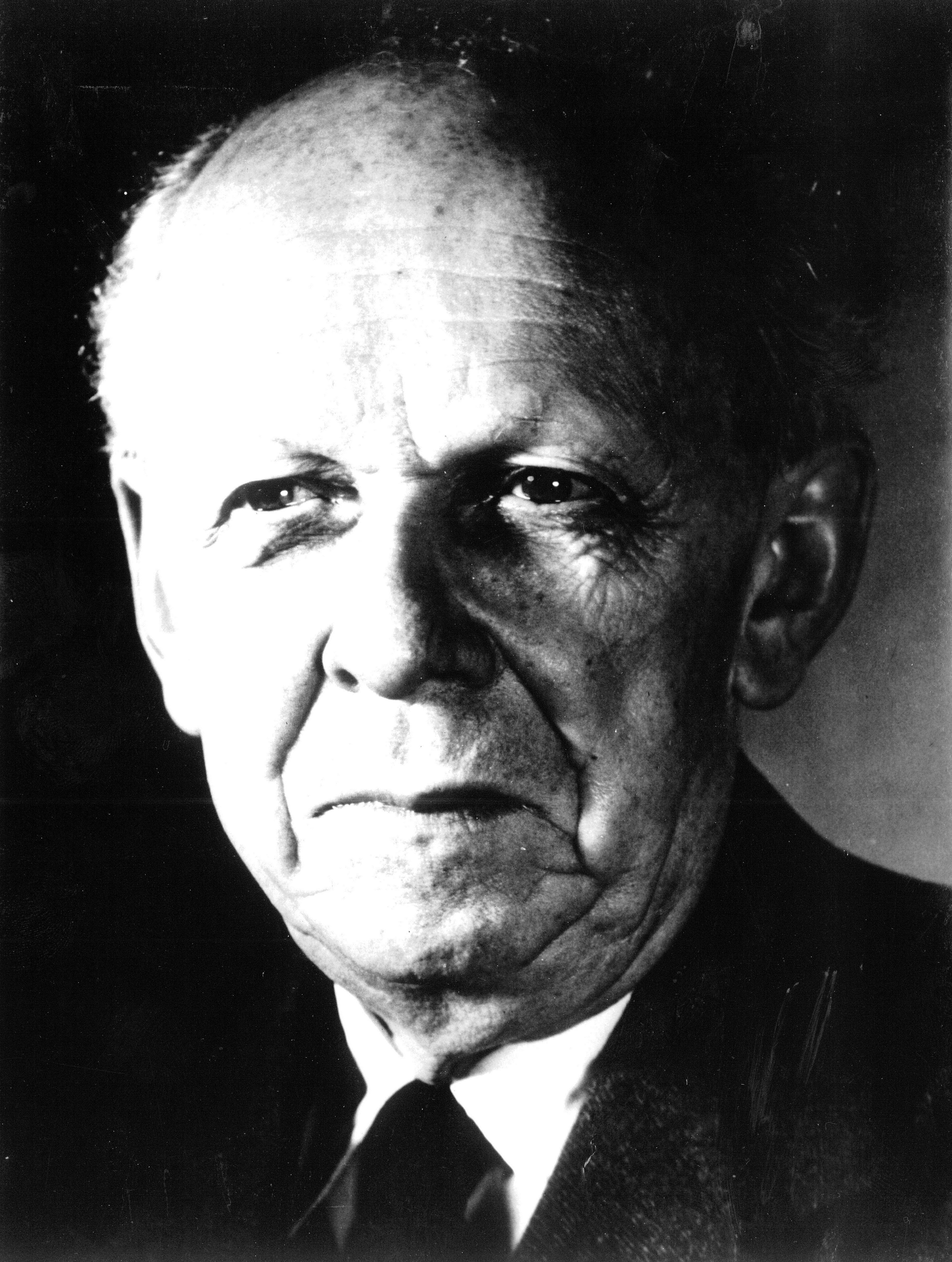
Bohuslav Fuchs (* 24. března)

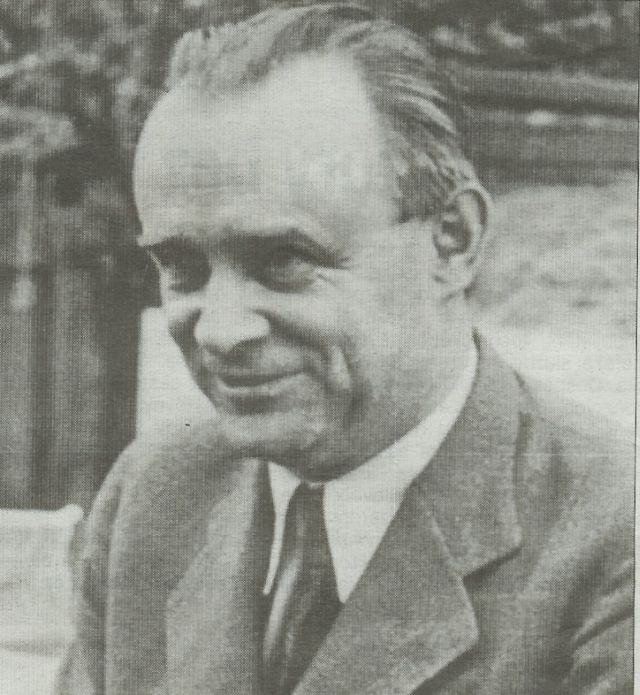
František Moravec (* 23. července)

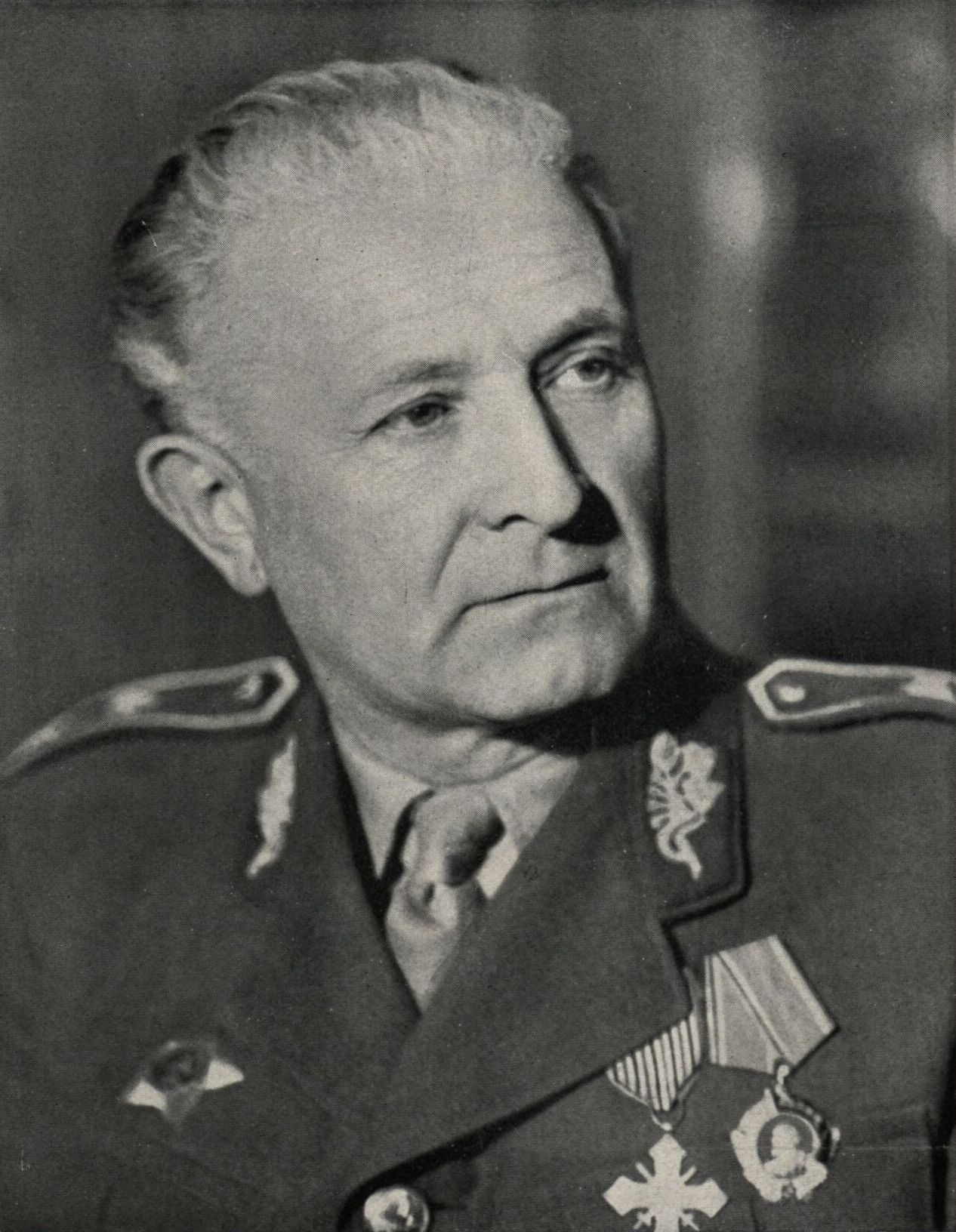
Ludvík Svoboda (* 25. listopadu)

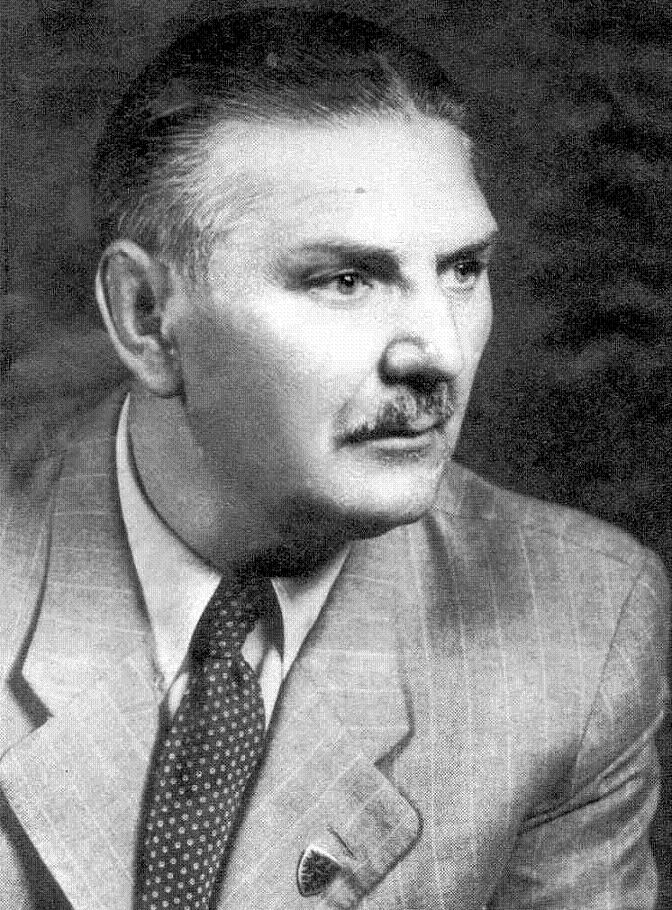
Jan Sviták (* 27. prosince)

- 3. ledna – Pavel Potužák, geodet, vysokoškolský pedagog a politik († 1. května 1985)
- 6. ledna – Jaroslav Červený, československý fotbalový reprezentant († 4. května 1950)
- 7. ledna – Melchior Vischer, německý spisovatel a režisér českého původu († 21. dubna 1975)
- 9. ledna – Oldřich Hlaváč, spisovatel a stomatolog († 18. prosince 1942)
- 11. ledna – Jaroslav Prokeš, historik a archivář († 30. března 1951)
- 12. ledna – Anežka Hodinová-Spurná, komunistická politička († 1. dubna 1963)
- 16. ledna – Antonín Pelc, karikaturista, malíř a ilustrátor († 24. března 1967)
- 26. ledna
  - Vladimír Groh, klasický filolog a historik († 30. září 1941)
  - Karel Steiner, československý fotbalový reprezentant († 29. dubna 1934)
- 27. ledna – Karel Kutlvašr, legionář, generál, velitel Pražského povstání († 2. října 1961)
- 28. ledna
  - Jan Karel Čemus, spisovatel dobrodružných a umělecko-naučných knih pro mládež († 11. listopadu 1969)
  - Jan Čumpelík, malíř († 12. října 1965)
- 2. února
  - Jiřina Skupová, loutkoherečka († 11. července 1970)
  - Emmerich Alois Hruška, spisovatel a malíř († 11. května 1957)
- 6. února – Ferdinand Peroutka, spisovatel, dramatik a publicista († 20. dubna 1978)
- 13. února – Josef Voleský, malíř († 18. listopadu 1932)
- 15. února – Josef Limpouch, kněz, pedagog a politik († 17. května 1965)
- 23. února – Vladimír Vondráček, psychiatr († 10. května 1978)
- 24. února – Rudolf Klapka, fotbalový reprezentant († 11. září 1951)
- 25. února
  - Jaromír Dolanský, komunistický politik, ministr československých vlád († 16. července 1973)
  - Jiří Hejda, spisovatel a politik († 25. dubna 1985)
  - Hynek Pelc, profesor sociálního lékařství, ředitel Státního zdravotního ústavu († 2. července 1942)
- 3. března – Jan Zelenka-Hajský, starosta sokolské župy, bojovník proti nacismu († 17. června 1942)
- 4. března – Bohumil Rameš, cyklista († 26. listopadu 1981)
- 7. března – Karel Koželuh, tenista a všestranný sportovec († 27. dubna 1950)
- 8. března – Vavřín Krčil, podnikatel, vynálezce tašky síťovky († 17. října 1968)
- 9. března – Jaroslav Brychta, sochař a sklářský výtvarník († 5. října 1971)
- 10. března – František Michálek, varhaník a hudební skladatel († 18. listopadu 1951)
- 12. března – Otakar Batlička, radioamatér, světoběžník, spisovatel († 13. února 1942)
- 13. března – Ervín Maršák, legionář, důstojník československé armády a odbojář († 6. prosince 1944)
- 24. března – Bohuslav Fuchs, architekt a urbanista († 18. září 1972)
- 28. března – Anna Polmanová-Preclíková, sbormistryně a dirigentka († 4. dubna 1972)
- 30. března – Kamil Henner, zakladatel moderní neurologie († 27. srpna 1967)
- 5. dubna – Vlastimil Rada, malíř († 22. prosince 1962)
- 13. dubna – Valentin Loos, hokejista († 1942)
- 14. dubna – Jan Buchar, krkonošský lidový vypravěč a spisovatel († 19. března 1988)
- 16. dubna – Vilém Gajdušek, konstruktér optických přístrojů († 22. ledna 1977)
- 22. dubna – František Korte, právník a hudební skladatel († 27. července 1962)
- 25. dubna – Helena Salichová, etnografka, malířka, ilustrátorka († 2. července 1975)
- 28. dubna – Archibald Václav Novák, cestovatel a spisovatel († 8. srpna 1979)
- 29. dubna – Jan W. Speerger, herec († 25. června 1950)
- 3. května – Rudolf Voborský, sběratel lidových písní a skladatel († 22. června 1957)
- 7. května – Josef Marcel Sedlák, spisovatel († 26. října 1964)
- 21. května – Vlasta Koseová, zakladatelka českého dívčího skautingu († 29. září 1973)
- 27. květen
  - Jiří Křížek, advokát, oběť komunistického teroru († ? 1970)
  - André Simone, levicový novinář, spisovatel a politik († 3. prosince 1952)
  - Ferdinand Vodička, klavírista, dirigent, sbormistr, hudební skladatel († 18. května 1953)
- 30. května – František Čáda, právní historik († 10. října 1975)
- 3. června – Bohumil Trnka, jazykovědec a literární historik († 14. února 1984)
- 13. června – Theodor Pištěk, herec († 5. srpna 1960)
- 17. června – Adolf Klimek, politik, účastník odboje, emigrant († 22. března 1990)
- 19. června – Ernst Schwarz, německý germanista († 14. dubna 1983)
- 21. června – Přemysl Pitter, protestantský kazatel, spisovatel, publicista a sociální pracovník († 15. února 1976)
- 26. června – Lata Brandisová, jediná žena, která zvítězila ve Velké pardubické († 12. května 1981)
- 8. července – Antonín Kolek, pedagog, historický beletrista († 19. července 1983)
- 11. července – Suzanne Marwille, herečka a scenáristka († 14. ledna 1962)
- 12. července – Jaromír Korčák, představitel geografie, demografie a statistiky († 6. října 1989)
- 22. července – Václav Vlček, plukovník československého letectva, oběť komunistického režimu († 23. října 1974)
- 23. července – František Moravec, legionář, generál, velitel vojenské zpravodajské služby († 26. července 1966)
- 25. července – Jaromír Krejcar, architekt, návrhář nábytku, výtvarník († 5. října 1949)
- 26. července – Hubert Ripka, politik, ministr, novinář a historik († 7. ledna 1958)
- 4. srpna – Dominik Pecka, kněz, spisovatel, sociolog, antropolog a teolog († 1. května 1981)
- 12. srpna – Miloš Smatek, hudební skladatel († 2. září 1974)
- 17. srpna – Vladimír Wallenfels, architekt a urbanista († 29. června 1962)
- 21. srpna – Marie Magda Rezková, odbojářka († 25. června 1982)
- 22. srpna – Milada Petříková-Pavlíková, první česká architektka († 30. července 1985)
- 26. srpna – František Neuwirth, profesor stomatologie († 15. srpna 1959)
- 28. srpna – Václav Kaplický, spisovatel († 4. října 1982)
- 3. září – František Bidlo, kreslíř a karikaturista († 9. května 1945)
- 9. září – Antonín Brož, herec, režisér a divadelní ředitel († 29. prosince 1983)
- 12. září – Vladimír Procházka, právník, ekonom, překladatel a politik († 25. června 1968)
- 14. září – Leonard Rotter, sochař a malíř († 14. července 1963)
- 20. září
  - Karel Pešek, fotbalový a hokejový representant († 30. září 1970)
- 24. září – Ludvík Hilgert, architekt († 29. srpna 1967)
- 2. října – Otakar Vočadlo, lingvista († 24. ledna 1974)
- 10. října – Jan Opatrný, teolog, filozof a kanovník svatovítské kapituly († 7. prosince 1968)
- 11. října – František Kreuzmann starší, zpěvák a herec († 28. prosince 1960)
- 23. října – Karel Řepa, architekt († 2. března 1963)
- 26. října – Laura Třešňáková, divadelní herečka († 10. února 1969)
- 27. října – Antonín Balatka, dirigent a skladatel († 25. června 1958)
- 29. října – Josef Kohout, hudební skladatel a pedagog († 12. února 1958)
- 2. listopadu – Jakub Flor, myslivecký spisovatel, lesník († 30. července 1980)
- 4. listopadu – Antonín Borovička, kapelník a hudební skladatel († 3. prosince 1968)
- 12. listopadu – Čestmír Loukotka, lingvista a etnolog († 13. dubna 1966)
- 17. listopadu
  - Rudolf Sloup-Štapl, československý fotbalový reprezentant († 7. září 1936)
  - Jaroslav Vedral, československý generál († 6. října 1944)
- 20. listopadu – Alois Liška, generál († 7. února 1977)
- 25. listopadu – Ludvík Svoboda, československý generál, ministr národní obrany, prezident († 20. září 1979)
- 26. listopadu – Josef Masařík, legionářský spisovatel († 1980)
- 5. prosince – Vladimír Šmilauer, jazykovědec († 13. října 1983)
- 17. prosince – František Dobeš, spisovatel († 15. března 1975)
- 19. prosince – Emanuel Šlechta, československý politik, ministr techniky a stavebnictví († 17. března 1960)

### Svět

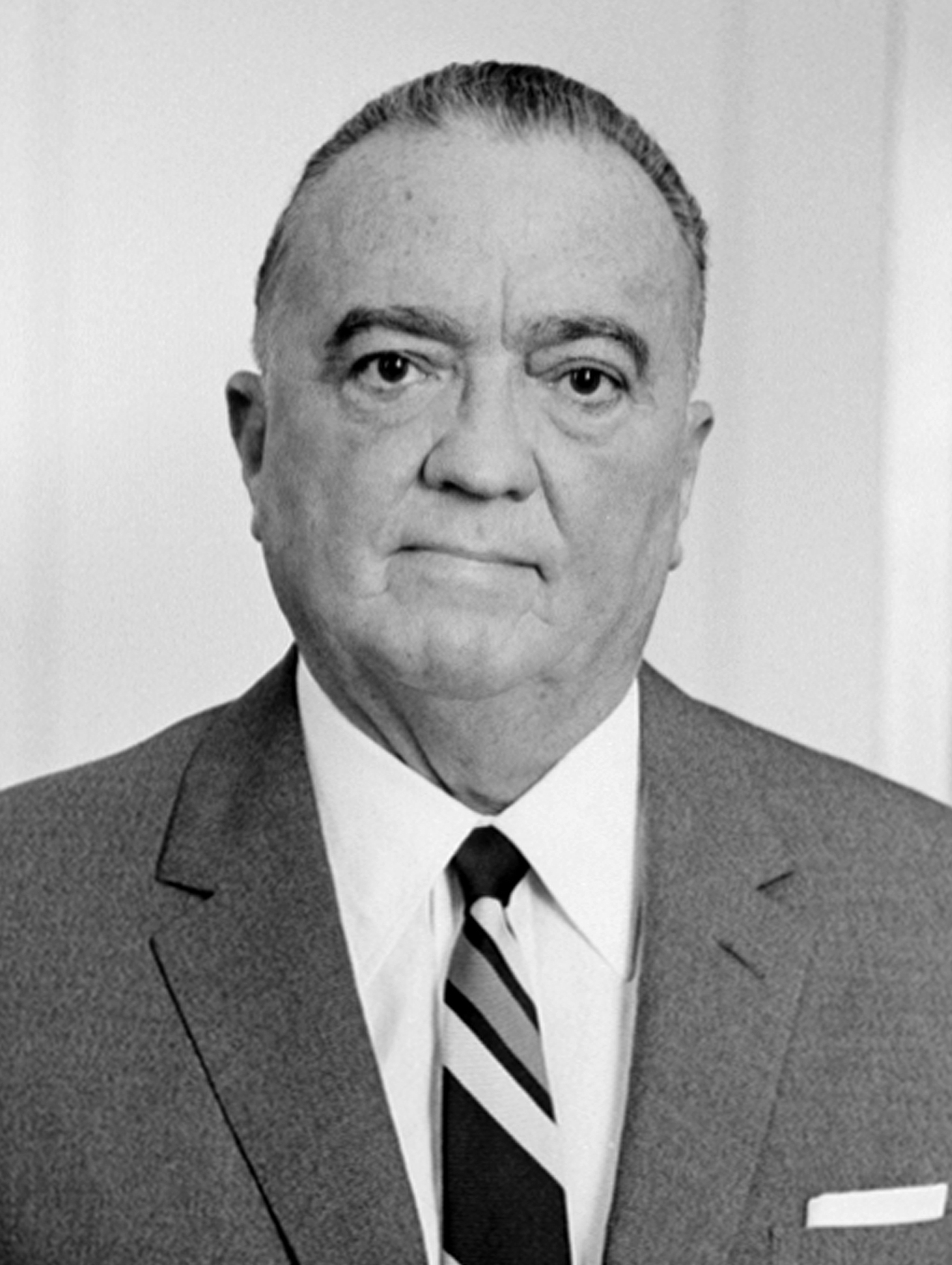
J. Edgar Hoover (* 1. ledna)

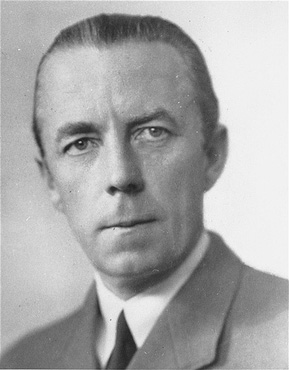
Folke Bernadotte (* 2. ledna)

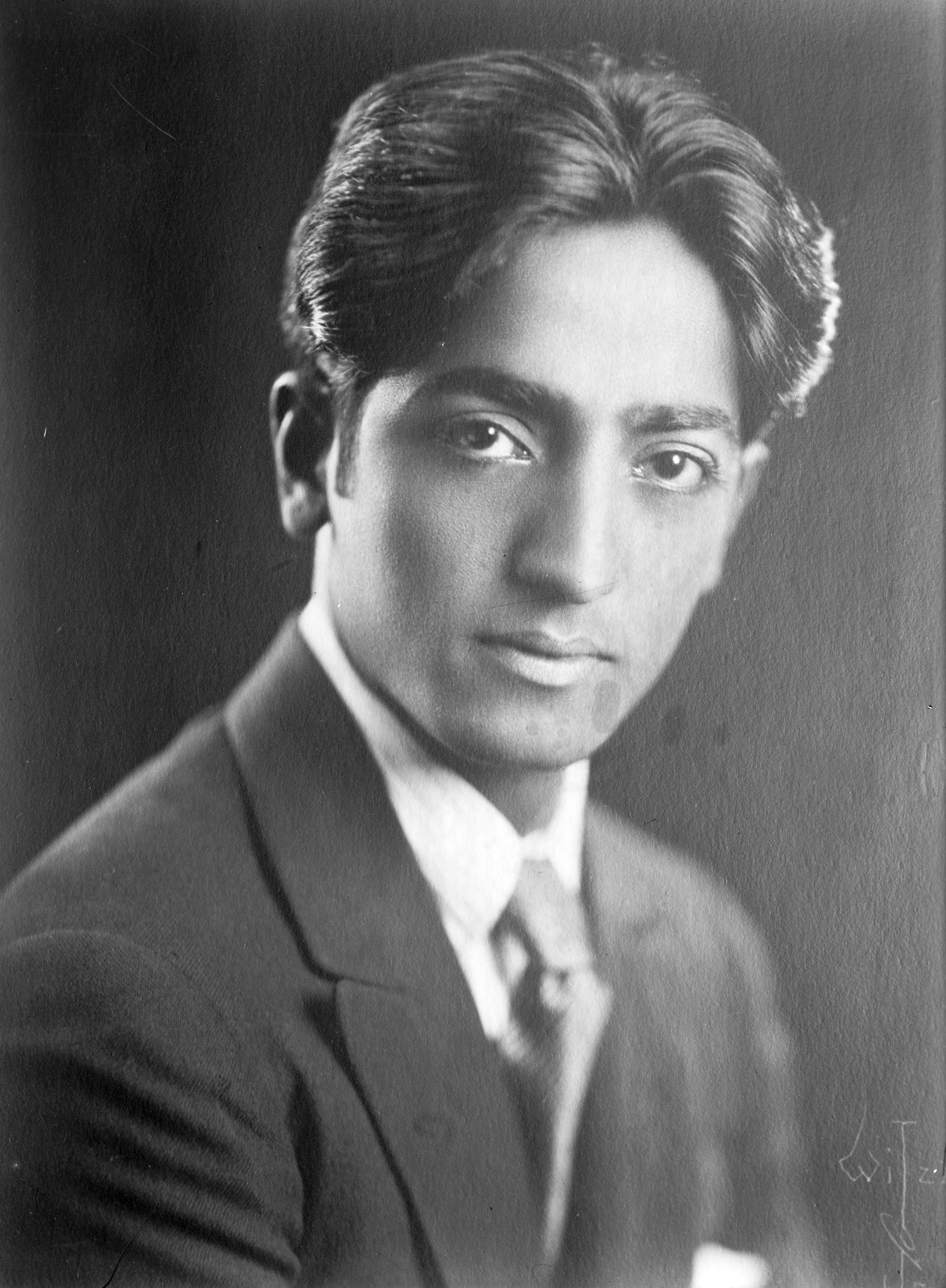
Jiddu Krišnamurtí (* 25. května)

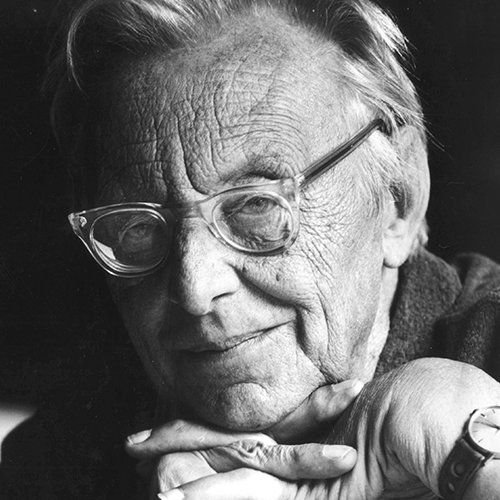
Carl Orff (* 10. července)

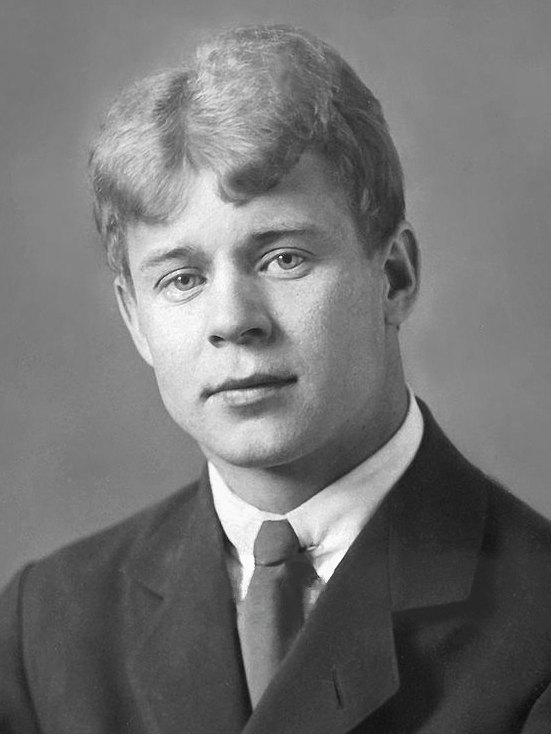
Sergej Alexandrovič Jesenin (* 3. října)

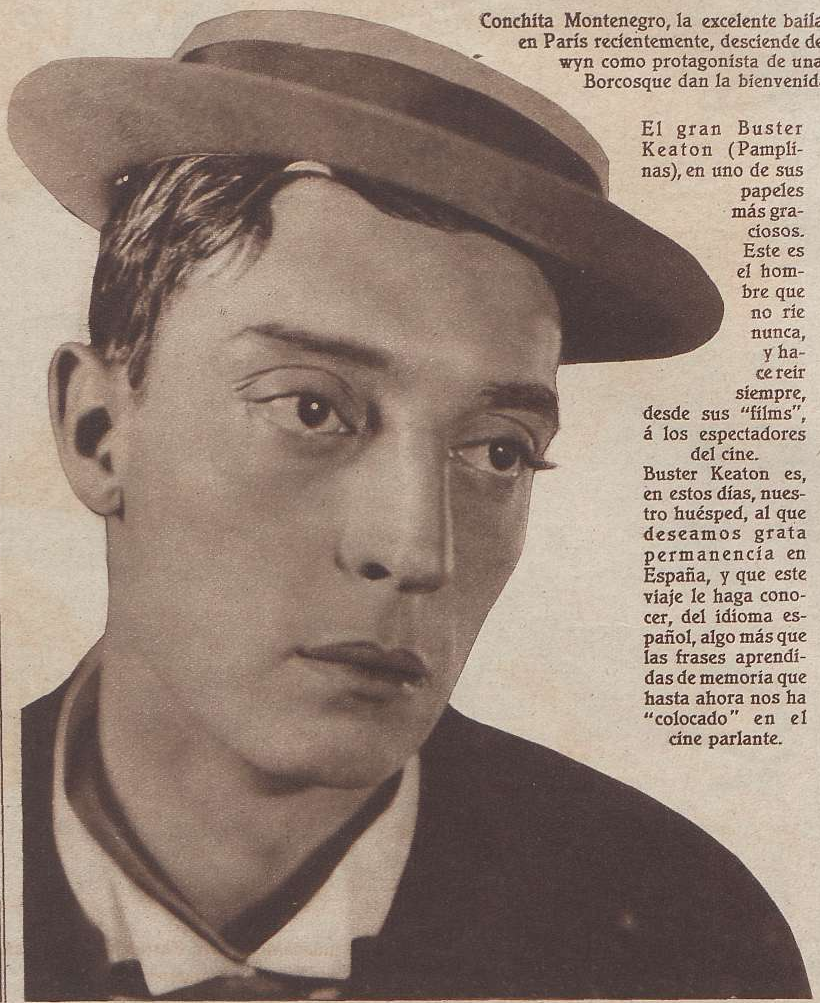
Buster Keaton (* 4. října)

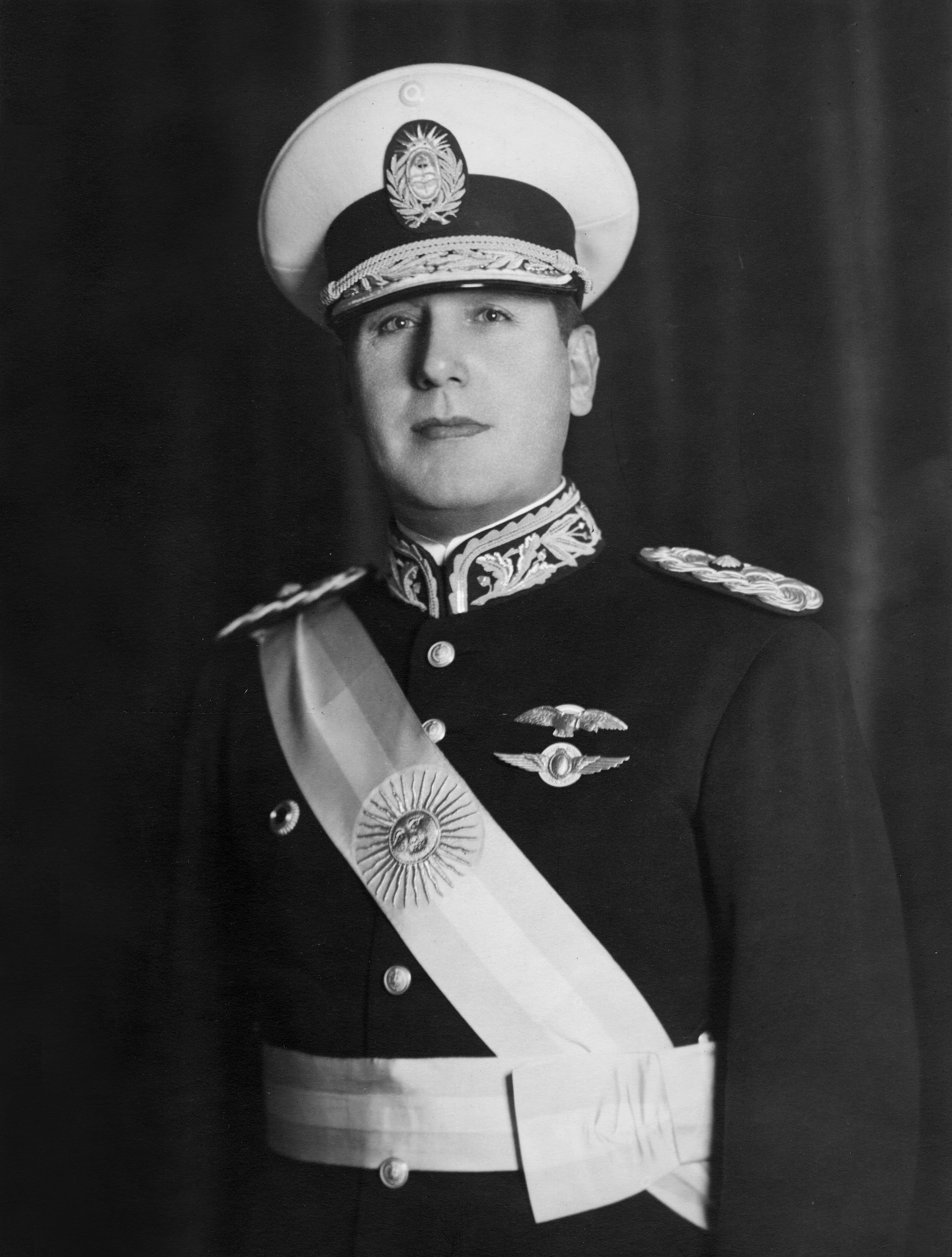
Juan Perón (* 8. října)

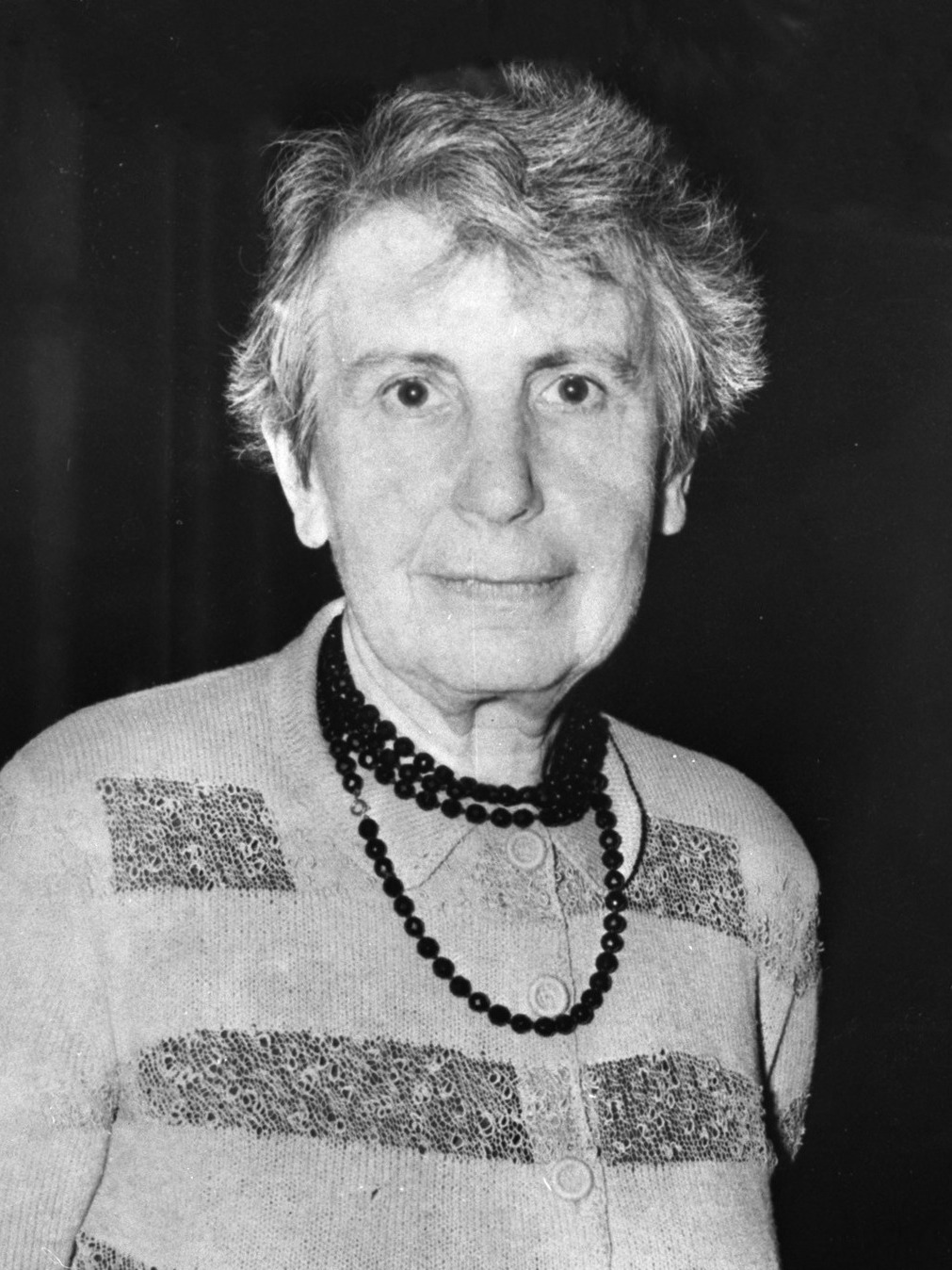
Anna Freudová (* 3. prosince)

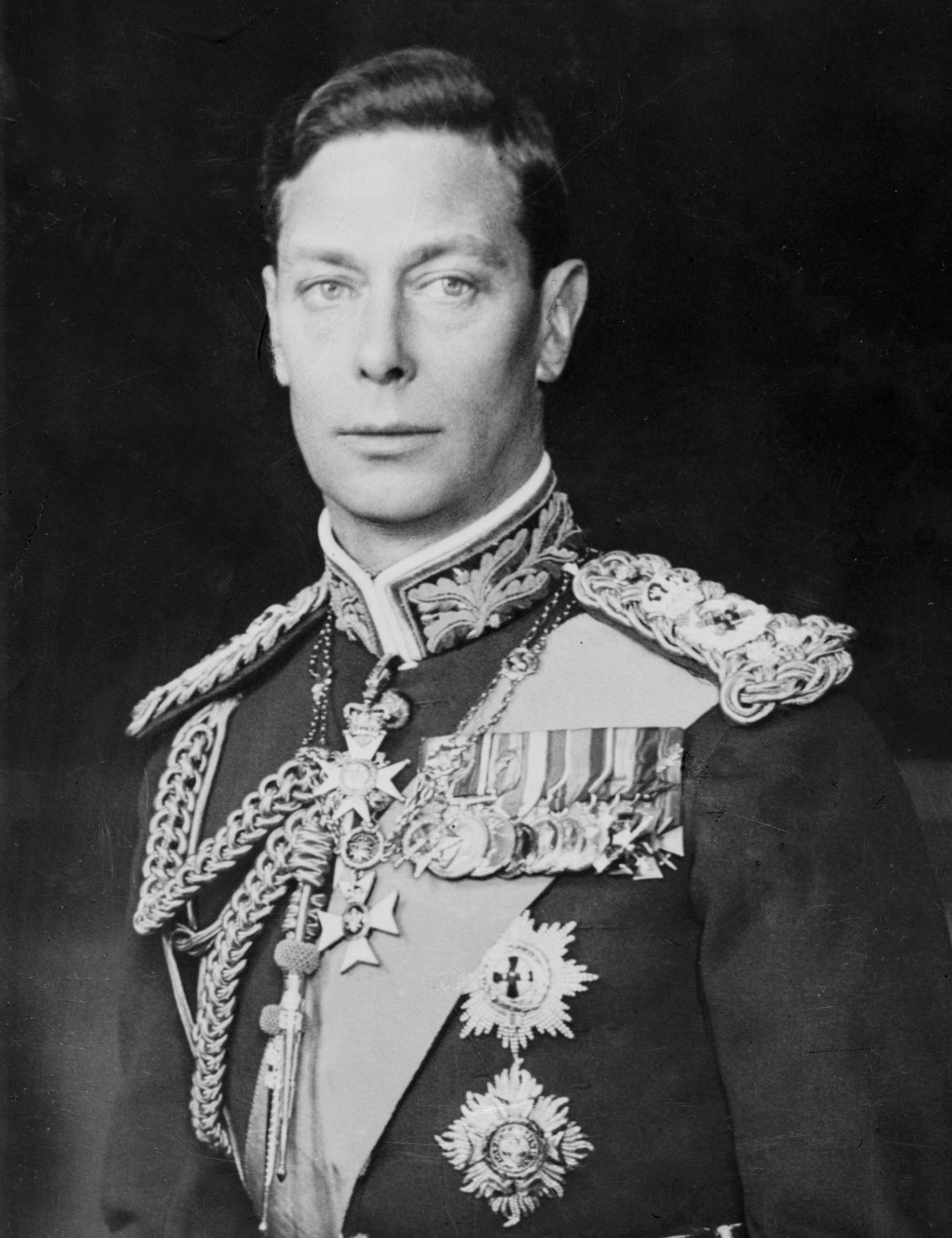
Jiří VI. (* 14. prosince)

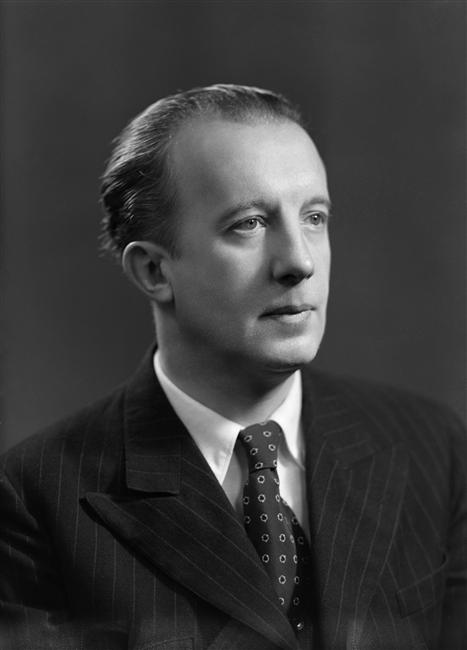
Paul Éluard (* 14. prosince)

- 1. ledna – J. Edgar Hoover, první ředitel americké agentury FBI († 2. května 1972)
- 2. ledna – Folke Bernadotte, švédský diplomat († 17. září 1948)
- 3. ledna – Borys Ljatošynskyj, ukrajinský hudební skladatel († 15. dubna 1968)
- 7. ledna – Vasilij Blochin, Stalinův vrchní popravčí († 3. února 1955)
- 10. ledna – Kadiš Luz, izraelský politik, ministr, předseda Knesetu († 4. prosince 1972)
- 12. ledna – Leon Arje Me'ir, izraelský badatel v oboru islámského umění († 6. dubna 1959)
- 13. ledna – Jan Burgers, nizozemský fyzik († 6. června 1981)
- 15. ledna
  - Geo Milev, bulharský básník, literární kritik, novinář a výtvarník († 15. května 1925)
  - Artturi Ilmari Virtanen, finský chemik, nositel Nobelovy ceny († 11. listopadu 1973)
- 19. ledna – Arthur Coningham, velitel letectva při Operaci Overlord († 30. ledna 1948)
- 20. ledna – Desiderius Hampel, německý generálmajor za druhé světové války († 11. ledna 1981)
- 30. ledna – Wilhelm Gustloff, švýcarský nacista († 4. února 1936)
- 1. února – Francisko Szilágyi, maďarský a švédský esperantista, spisovatel († 1967)
- 2. února – Čchen Čcheng-po, čínský a tchajwanský malíř († 25. března 1947)
- 3. února – Pjotr Nikolajevič Savickij, ruský ekonom, sociolog a geograf († 13. dubna 1965)
- 5. února – Halvor Solberg, norský meteorolog († 31. ledna 1974)
- 6. února – Babe Ruth, americký baseballový hráč († 16. srpna 1948)
- 8. února – Chorlogín Čojbalsan, mongolský komunistický vůdce († 26. ledna 1952)
- 10. února – Alister Hardy, britský mořský biolog († 22. května 1985)
- 13. února – Paul Nougé, belgický surrealistický básník a fotograf († 6. listopadu 1967)
- 14. února – Max Horkheimer, německý sociální filozof († 7. července 1973)
- 15. února
  - Wilhelm Burgdorf, generál pěchoty německého Wehrmachtu († 1. května 1945)
  - Tommy Thomson, kanadský olympijský vítěz v běhu na 110 metrů překážek, OH 1920 († 19. dubna 1971)
- 18. února – Semjon Konstantinovič Timošenko, maršál SSSR († 31. března 1970)
- 19. února – Jicchak Olšan, izraelský právník a předseda izraelského Nejvyššího soudu († 5. února 1983)
- 21. února – Henrik Dam, dánský biochemik a fyziolog, nositel Nobelovy ceny († 17. dubna 1976)
- 27. února
  - Ferdinand Heim, německý generál, obětní beránek Stalingradu († 14. listopadu 1977)
  - Štefan Kločurak, předseda vlády Huculské republiky († 8. února 1980)
- 28. února – Marcel Pagnol, francouzský spisovatel († 18. dubna 1974)
- 2. března – Tage Aurell, švédský spisovatel, novinář a překladatel († 21. února 1976)
- 3. března
  - Ernie Collett, kanadský hokejový brankář († 21. prosince 1951)
  - Ragnar Frisch, norský ekonom, nositel Nobelovy ceny († 31. ledna 1973)
- 9. března – Albert Göring, německý obchodník a zachránce Židů († 20. prosince 1966)
- 20. března – August Emil Fieldorf, polský voják a národní hrdina († 24. února 1953)
- 26. března – Vilho Tuulos, finský olympijský vítěz v trojskoku († 5. září 1967)
- 27. března – Erich Abraham, nacistický generál († 7. března 1971)
- 30. března – Jean Giono, francouzský spisovatel († 9. října 1970)
- 1. dubna – Alberta Hunter, americká bluesová zpěvačka († 17. října 1984)
- 13. dubna – Maxmilián Evžen Rakouský, rakouský arcivévoda a bratr císaře Karla I. († 19. ledna 1952)
- 23. dubna
  - John Ainsworth-Davis, velšský lékař a olympijský vítěz v běhu 1920 († 3. ledna 1976)
  - Ngaio Marshová, novozélandská divadelní režisérka a spisovatelka († 18. února 1982)
- 25. dubna
  - John L. Pierce, americký brigádní generál († 12. února 1959)
  - Stanley Rous, anglický fotbalový rozhodčí, prezident FIFA († 18. července 1986)
- 29. dubna – Vladimir Jakovlevič Propp, ruský lingvista († 22. srpna 1970)
- 3. května
  - Gabriel Chevallier, francouzský spisovatel († 6. listopadu 1969)
  - Todos Osmačka, ukrajinský spisovatel († 7. září 1962)
  - Cornelius Van Til, nizozemský filozof a teolog († 17. dubna 1987)
- 4. května – Mikuláš Galanda, slovenský malíř († 5. června 1938)
- 6. května
  - Rudolph Valentino, americký herec († 23. srpna 1926)
  - Edward Cavendish, 10. vévoda z Devonshiru, britský politik, státník a šlechtic († 26. listopadu 1950)
- 8. května
  - Georg Muche, německý malíř a architekt († 26. března 1987)
  - Edmund Wilson, americký spisovatel († 12. června 1972)
  - Fulton Sheen, americký římskokatolický arcibiskup († 9. prosince 1979)
- 9. května
  - Lucian Blaga, rumunský filozof († 6. května 1961)
  - Frank Foss, americký olympijský vítěz ve skoku o tyči 1920 († 5. dubna 1989)
- 11. května – Jacques Brugnon, francouzský tenista († 20. března 1978)
- 12. května – William Giauque, americký chemik, nositel Nobelovy ceny († 28. března 1982)
- 13. května – Hans Falkenhagen, německý fyzik († 26. června 1971)
- 17. května
  - Ernest Neuschul, německý malíř a tanečník († 14. září 1968)
  - Georg Wulf, německý letecký konstruktér († 29. září 1927)
- 18. května – Augusto César Sandino, nikaragujský revolucionář († 21. února 1934)
- 19. května – Emil Bock, evangelický teolog a spoluzakladatel Obce křesťanů († 6. prosince 1959)
- 21. května – Lázaro Cárdenas del Río, mexický generál a prezident († 19. října 1970)
- 25. května
  - Jiddu Krišnamurtí, indický filozof a básník († 17. února 1986)
  - Nikifor Krynicki, rusínský naivní malíř († 10. října 1968)
- 26. května – Dorothea Langeová, americká fotografka († 11. října 1965)
- 1. června – Tadeusz Bór-Komorowski, velitel polské odbojové Zemské armády († 24. srpna 1966)
- 6. června – Nikolaj Alexandrovič Ščors, ruský vojenský velitel († 30. srpna 1919)
- 11. června
  - Nikolaj Alexandrovič Bulganin, sovětský politik († 24. února 1975)
  - Frank Fredrikson, kanadský hokejista, olympijský vítěz 1920 († 28. května 1979)
- 14. června – John James Adams, kanadský hokejista, trenér a manažer († 2. května 1968)
- 15. června – Paul Giesler, ministerský předseda Bavorska za 2. světové války († 8. května 1945)
- 16. června – Alojzy Adamczyk, polský povstalec († 10. ledna 1940)
- 24. června – Anna Kafendová, slovenská klavíristka († 13. dubna 1977)
- 2. července – Andrej Bródy, karpatoruský politik a pedagog († 11. června 1946)
- 5. července – Sergej Protopopov, slovenský fotograf a malíř původem z Ruska († 13. července 1976)
- 8. července – Igor Jevgeněvič Tamm, sovětský fyzik, nositel Nobelovy ceny († 12. dubna 1971)
- 10. července – Carl Orff, německý skladatel († 29. března 1982)
- 12. července
  - Kirsten Flagstadová, norská operní zpěvačka († 7. prosince 1962)
  - Buckminster Fuller, americký architekt, matematik, chemik a spisovatel († 1. července 1983)
- 14. července – Frank Raymond Leavis, britský literární kritik († 14. dubna 1978)
- 19. července – Sü Pej-chung, čínský malíř († 26. září 1953)
- 20. července – László Moholy-Nagy, maďarský malíř a fotograf († 24. listopadu 1946)
- 22. července – Pavel Suchoj, běloruský a sovětský letecký konstruktér († 15. září 1975)
- 23. července – Florence Vidor, americká herečka († 3. listopadu 1977)
- 24. července
  - Robert Graves, anglický literární kritik a spisovatel († 7. prosince 1985)
  - Anna Dembińska, polská historička († 19. června 1954)
- 26. července – Jankel Adler, polský malíř († 25. dubna 1949)
- 10. srpna – Masuzó Šikata, japonský chemik († 8. května 1964)
- 16. srpna
  - Jacinto Guerrero, španělský hudební skladatel († 15. září 1951)
  - Albert Cohen, švýcarský spisovatel († 17. října 1981)
- 24. srpna – Richard James Cushing, arcibiskup bostonský, kardinál († 2. listopadu 1970)
- 31. srpna – Kójó Okada, japonský fotograf († 22. listopadu 1972)
- 1. září
  - Heinrich Hoerle, německý malíř († 7. července 1936)
  - Engelbert Zaschka, německý konstruktér vrtulníků († 26. června 1955)
- 6. září – Walter Dornberger, velitel vývoje raketových zbraní nacistického Německa († 27. června 1980)
- 12. září – Andreo Cseh, maďarský esperantista († 9. března 1979)
- 17. září – Markéta Dánská, dánská princezna († 18. září 1992)
- 18. září
  - Krikor Bédros XV. Agagianian, gruzínský katolický kněz arménského ritu, kardinál († 16. května 1971)
  - John Diefenbaker, kanadský premiér († 16. prosince 1979)
- 20. září – Walter Dubislav, německý filozof († 17. září 1937)
- 22. září – Paul Muni, americký herec († 25. srpna 1967)
- 24. září – André Frédéric Cournand, francouzsko-americký lékař, nositel Nobelovy ceny († 19. února 1988)
- 26. září – Jürgen Stroop, německý generál, válečný zločinec († 6. března 1952)
- 30. září
  - Hari Singh, poslední mahárádža indického státu Džammú a Kašmír († 26. dubna 1961)
  - Alexandr Vasilevskij, sovětský vojevůdce († 5. prosince 1977)
- 2. října – Bud Abbott, americký herec, producent a komik († 24. dubna 1974)
- 4. října
  - Buster Keaton, americký filmový komik († 1. února 1966)
  - Richard Sorge, sovětský špion v Japonsku († 7. listopadu 1944)
- 5. října – Walter Bedell Smith, velvyslanec USA v Sovětském svazu, ředitel CIA († 9. srpna 1961)
- 6. října – William Pettersson, americký olympijský vítěz ve skoku do dálky 1920 († 10. května 1965)
- 7. října – Ferdinand Čatloš, ministr národní obrany slovenského státu († 16. prosince 1972)
- 8. října
  - Juan Perón, argentinský prezident († 1. července 1974)
  - Ahmet Zogu, albánský prezident († 9. dubna 1961)
- 10. října – Wolfram von Richthofen, německý letec, polní maršál († 12. července 1945)
- 13. října – Carl Westergren, švédský zápasník, olympijský vítěz († 5. srpna 1958)
- 14. října – Josip Vidmar, slovinský literární kritik, esejista a politik († 11. dubna 1992)
- 15. října – Hugo Gold, izraelský historik a nakladatel († 20. listopadu 1974)
- 19. října – Lewis Mumford, americký historik, sociolog a filozof († 26. ledna 1990)
- 25. října
  - Levi Eškol, izraelský premiér († 26. února 1969)
  - Robert van Genechten, nacistický kolaborant, komisař Jižního Holandska za druhé světové války († 13. prosince 1945)
- 30. října – Gerhard Domagk, německý lékař, nositel Nobelovy ceny († 24. dubna 1964)
- 31. října – Basil Liddell Hart, vojenský teoretik a historik († 29. ledna 1970)
- 1. listopadu – David Jones, anglický básník a malíř († 28. října 1974)
- 10. listopadu – József Baló, maďarský patolog († 10. října 1979)
- 15. listopadu
  - Jisra'el Bar Jehuda, izraelský politik, ministr († 4. května 1965)
  - Olga Nikolajevna, dcera ruského cara Mikuláše II. († 17. července 1918)
- 16. listopadu – Paul Hindemith, německý hudební skladatel († 28. prosince 1963)
- 17. listopadu – Michail Michajlovič Bachtin, ruský literární vědec a teoretik kultury († 7. března 1975)
- 25. listopadu
  - Wilhelm Kempff, německý klavírista, varhaník a skladatel († 23. května 1991)
  - Anastáz Ivanovič Mikojan, sovětský státník arménského původu († 21. října 1978)
- 28. listopadu – José Iturbi, španělský klavírista a dirigent († 28. června 1980)
- 3. prosince – Anna Freudová, britská psychoanalytička († 9. října 1982)
- 4. prosince – Fritiof Nilsson Piraten, švédský humoristický spisovatel († 31. ledna 1972)
- 5. prosince – David Cvi Pinkas, izraelský ministr dopravy († 14. srpna 1952)
- 9. prosince – Dolores Ibárruri, španělská revolucionářka († 12. listopadu 1989)
- 12. prosince – William Ramsay, kanadský hokejista, vítěz OH 1924 († 30. září 1952)
- 13. prosince – Sonny Greer, americký jazzový bubeník († 23. března 1982)
- 14. prosince
  - Paul Éluard, francouzský básník († 18. listopadu 1952)
  - Jiří VI., britský král († 6. února 1952)
- 17. prosince – Gerald Patterson, australský tenista († 13. června 1967)
- 20. prosince – Suzanne Langerová, americká filosofka († 17. července 1985)
- 22. prosince – Trude Fleischmannová, rakousko-americká fotografka († 21. ledna 1990)
- 25. prosince – Stefan Grot-Rowecki, polský generál, novinář a vůdce Zemské armády († 2. srpna 1944)
- 30. prosince – Leslie Poles Hartley, anglický spisovatel († 13. prosince 1972)
- neznámé datum – Şahinde Hanımefendi, manželka posledního osmanského sultána Mehmeda VI. († 15. března 1924)

## Úmrtí

### Česko

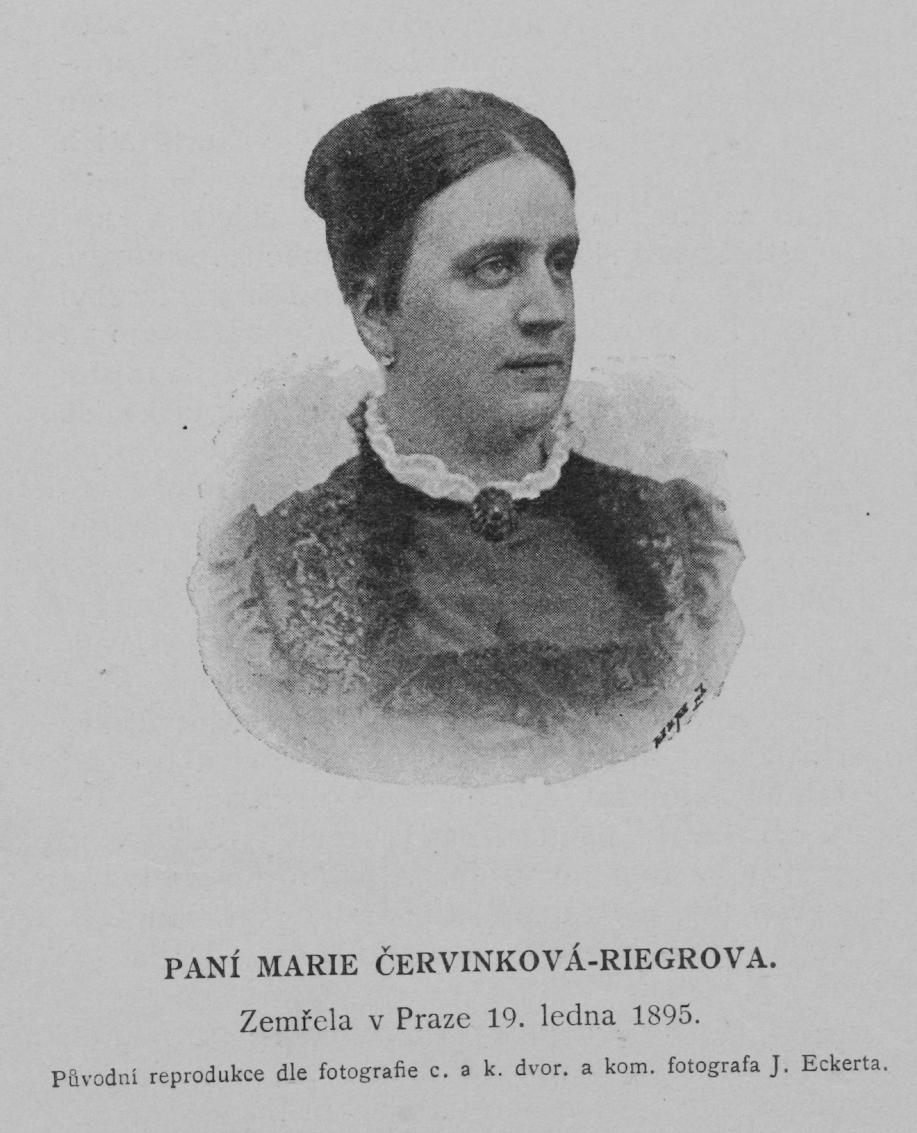
Marie Červinková-Riegrová († 19. ledna)

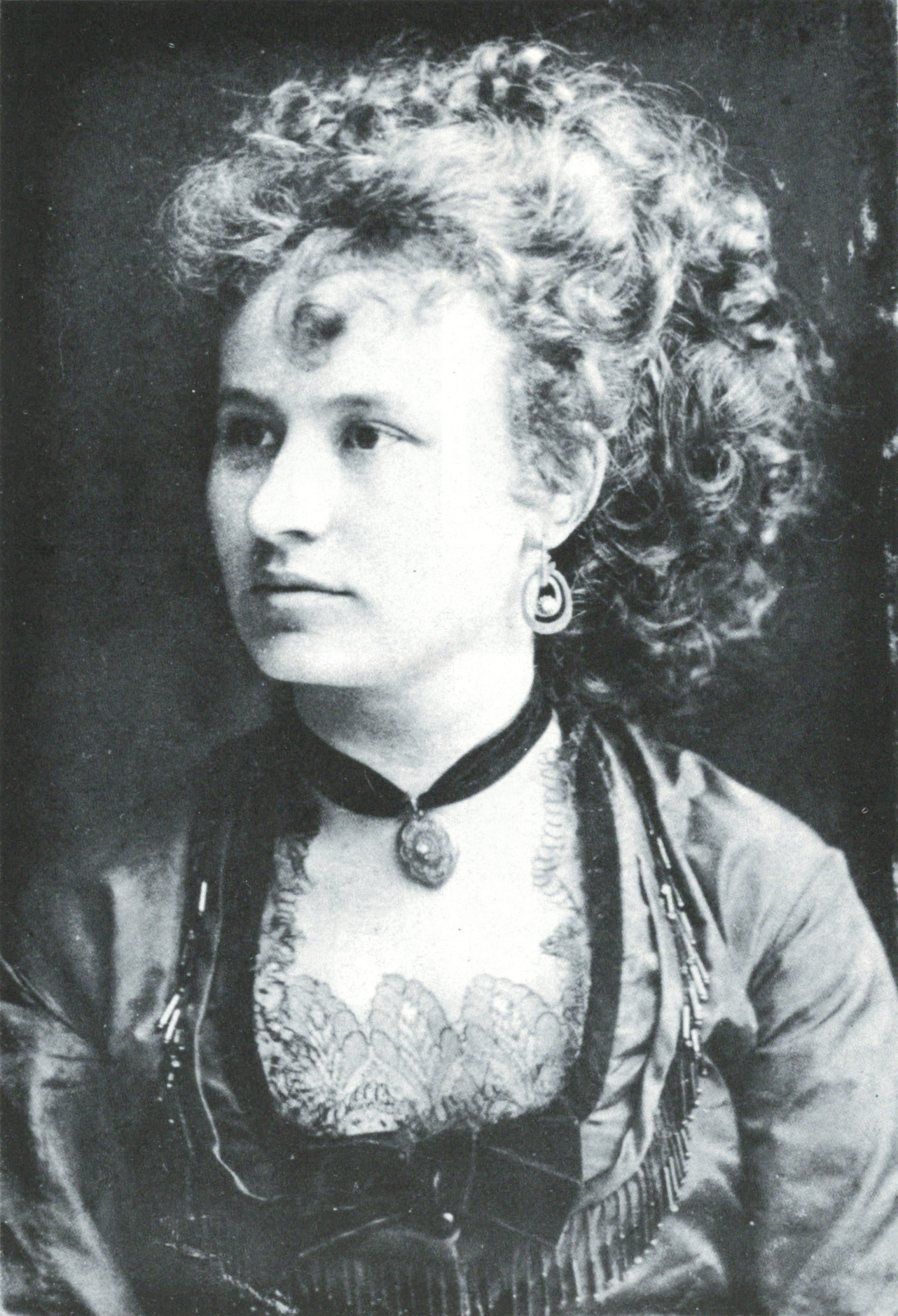
Josefína Čermáková († 27. května)

- 17. ledna – Jan Kučera, právník a politik (* 1. února 1838)
- 19. ledna – Marie Červinková-Riegrová, spisovatelka a libretistka (* 9. srpna 1854)
- 24. ledna – Josef Drahorád, hudební skladatel (* 5. listopadu 1816)
- 27. března – František Pošepný, geolog (* 30. března 1836)
- 20. dubna – Bernard Otto Seeling, sochař (* 12. března 1850)
- 24. dubna – Willibald Jerie, podnikatel a politik německé národnosti (* 1819)
- 27. dubna – Josef Porkert, průmyslník (* 2. února 1828)
- 29. dubna – Hynek Jaroslav Mejsnar, klasický filolog, překladatel z řečtiny, básník (* 17. října 1837)
- 8. května – Josef Fanderlík, politik (* 4. března 1839)
- 9. května – František Hošek, sochař (* 2. dubna 1871)
- 17. května – Wilhelm Gutmann, podnikatel (* 18. srpna 1826)
- 23. května – Eliška Pešková, herečka (* 1. července 1833)
- 27. května – Mořic Vilém Trapp, historik a archeolog (* 24. ledna 1825)
- 9. června – Gustav Belrupt-Tissac, olomoucký biskup (* 11. září 1818)
- 12. července – Václav Novotný, učitel a skladatel písní (* 20. září 1828)
- 18. července – Jan Prokopec, továrník a politik (* 4. září 1824)
- 5. srpna – Eduard Herold, malíř a spisovatel (* 16. září 1820)
- 2. září – Václav Kroupa, malíř (* 7. března 1825)
- 19. října – Jindřich Václav Čapek, sochař (* 4. března 1837)
- 4. prosince – František Karel Kolár, herec, režisér a výtvarník (* 29. ledna 1829)

### Svět

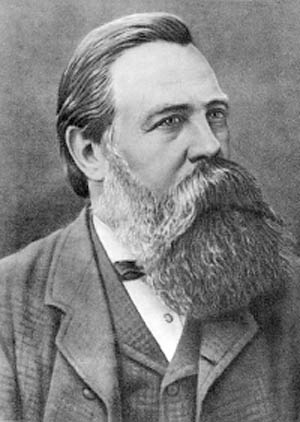
Friedrich Engels († 5. srpna)

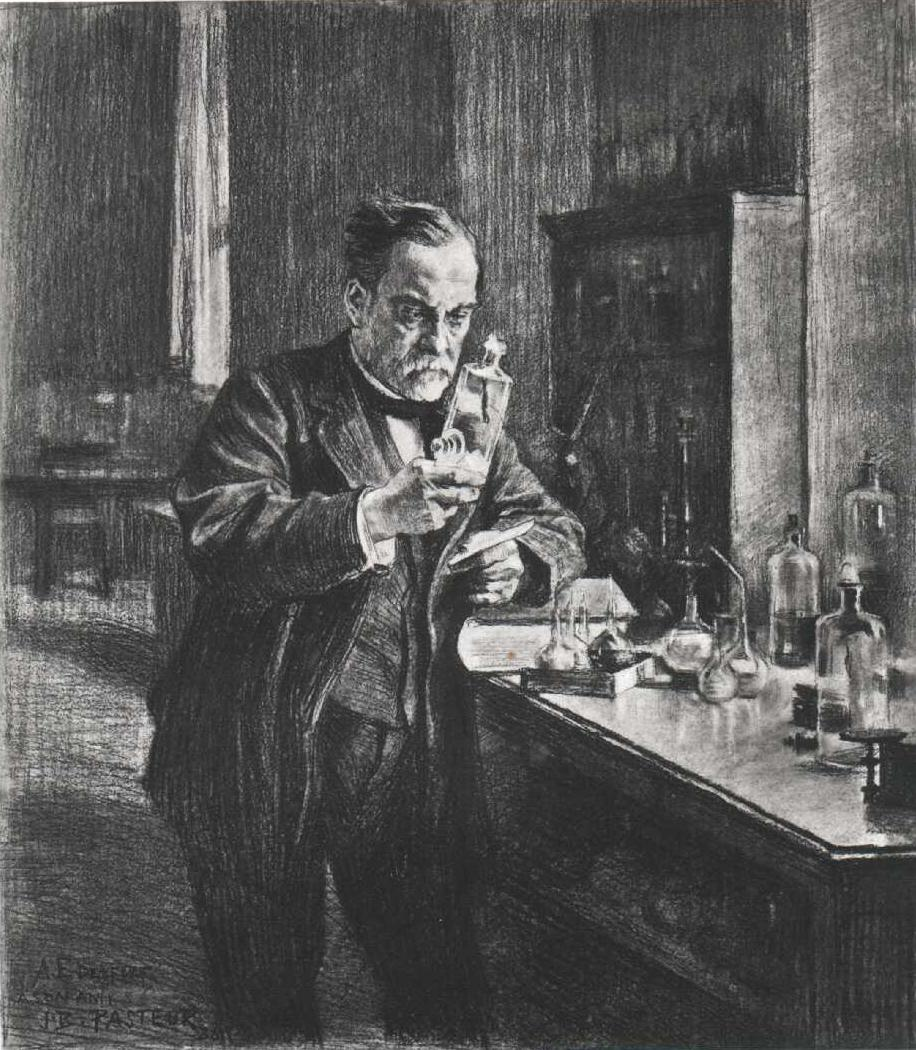
Louis Pasteur († 28. září)

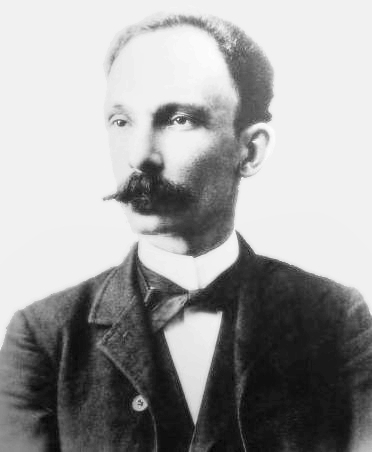
José Martí († 19. května)

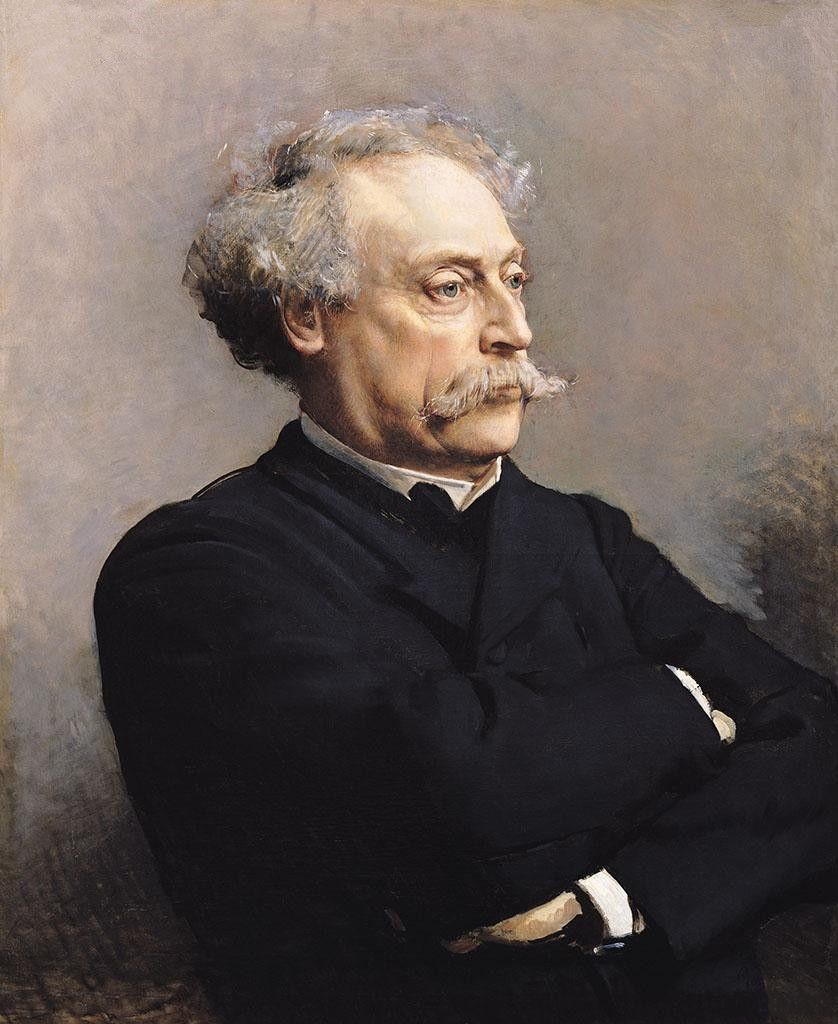
Alexandre Dumas mladší († 27. listopadu)

- 24. ledna – Randolph Churchill, britský politik (* 13. února 1849)
- 26. ledna – Arthur Cayley, anglický matematik (* 1821)
- 27. ledna – Antonín Pavel Wagner, český sochař (* 3. července 1834)
- 5. února – Alexandr Abaza, ruský politik (* 5. srpna 1821)
- 18. února – Albrecht Fridrich Rakousko-Těšínský, těšínský kníže, rakouský arcivévoda (* 3. srpna 1817)
- 20. února – Frederick Douglass, americký sociální reformátor, spisovatel a politik (* únor 1818)
- 1. března – Richard Klemens z Metternichu, rakouský diplomat (* 7. ledna 1829)
- 2. března
  - Berthe Morisotová, francouzská malířka (* 14. ledna 1841)
  - Joseph John Ruston, britský konstruktér a podnikatel působící v Čechách (* 3. března 1809)
- 5. března – Nikolaj Leskov, ruský spisovatel a dramatik (* 16. února 1831)
- 9. března
  - Giovanni Lanza, italský politik (* 15. února 1810)
  - Grazioso Enea Lanfranconi, italský vynálezce (* 1850)
- 10. března – Charles Frederick Worth, pařížský módní návrhář (* 13. října 1825)
- 12. března – Terezie Herbersteinová, česko-rakouská šlechtična z rodu Ditrichštejnů (* 15. října 1822)
- 17. března – Camillo Walzel, rakouský operetní libretista (* 11. února 1829)
- 31. března – Theodor Brorsen, dánský astronom (* 1819)
- 7. dubna – Vilém Albrecht Montenuovo, italský princ a generálporučík rakouského císařství (* 8. srpna 1819)
- 11. dubna – Julius Lothar Meyer, německý chemik (* 19. srpna 1830)
- 12. dubna – Pierre Zaccone, francouzský spisovatel (* 2. dubna 1817)
- 14. dubna – James Dwight Dana, americký geolog, mineralog, vulkanolog a zoolog (* 12. února 1813)
- 21. dubna – Jeremiah Gurney, americký fotograf (* 17. října 1812)
- 30. dubna – Gustav Freytag, německý romanopisec, dramatik a politik (* 13. června 1816)
- 5. května – Carl Vogt, německý přírodovědec, politik (* 5. července 1817)
- 19. května – José Martí, kubánský národní hrdina (* 28. ledna 1853)
- 21. května
  - Franz von Suppé, rakouský operetní skladatel (* 18. dubna 1819)
  - Eva Josefina Julie Potocká, polská šlechtična a kněžna z Lichtenštejna (* 10. srpna 1818)
- 22. května – Karl von Pusswald, předlitavský státní úředník a politik (* 5. ledna 1825)
- 6. června – Stefan Stambolov, bulharský politik (* 31. ledna 1854)
- 13. června – Konrad Fiedler, německý teoretik umění (* 23. září 1841)
- 15. června – Richard Genée, rakouský operetní libretista a skladatel (* 7. února 1823)
- 26. června – Conrad Dietrich Magirus, německý podnikatel a vynálezce (* 26. září 1824)
- 2. července – Mychajlo Drahomanov, ukrajinský ekonom, historik, filozof, anarchista a etnograf (* 3. září 1841)
- 5. července – Alexander Hessler, americký fotograf (* 12. července 1823)
- 6. července – Julius Zupitza, německý anglista (* 4. ledna 1844)
- 8. července – Johann Josef Loschmidt, rakouský chemik a fyzik (* 15. března 1821)
- 19. července – Henri Ernest Baillon, francouzský botanik a lékař (* 30. listopadu 1827)
- 22. července – Cardale Babington, anglický botanik a entomolog (* 23. listopadu 1808)
- 29. července
  - Floriano Peixoto, brazilský prezident (* 30. dubna 1839)
  - Thomas Henry Huxley, anglický biolog (* 1825)
- 31. července – Thomas Francis Wade, britský diplomat a sinolog (* 25. srpna 1818)
- 5. srpna – Friedrich Engels, německý sociolog a filozof (* 1820)
- 10. srpna – Felix Hoppe-Seyler, německý fyziolog a chemik (* 1825)
- 26. srpna – Friedrich Miescher, švýcarský lékař a přírodovědec (* 13. srpna 1844)
- 6. září – Ladislav Filip Habsbursko-Lotrinský, rakouský arcivévoda (* 16. července 1875)
- 8. září
  - Adam Opel, zakladatel společnosti Opel (* 9. května 1837)
  - Friedrich Gottlob Keller, německý vynálezce (* 27. června 1816)
- 19. září – Julie von Hauke, manželka Alexandra Hesensko-Darmstadtského (* 12. listopadu 1825)
- 21. září – Viktor Rydberg, švédský spisovatel a básník (* 18. prosince 1828)
- 28. září – Louis Pasteur, francouzský vědec, objevitel vakcíny proti vzteklině, pasterizace (* 1822)
- 6. října – Lorenzo Langstroth, americký kněz a včelař (* 25. prosince 1810)
- 9. října – Thomas Keith, skotský lékař a fotograf (* 27. května 1827)
- 13. října – Émile Louis Ragonot, francouzský entomolog (* 12. října 1843)
- 2. listopadu – Carl Frederic Aagaard, dánský malíř (* 29. ledna 1833)
- 21. listopadu
  - Harald Paetz, dánský herec a fotograf (* 5. září 1837)
  - Alfred Noack, italský fotograf (* 25. května 1833)
  - Silvestro Lega, italský malíř (* 8. prosince 1826)
- 25. listopadu – Nazime Sultan, osmanská princezna a dcera sultána Abdulazize (* 14. února 1866)
- 27. listopadu – Alexandre Dumas mladší, francouzský spisovatel (* 27. července 1824)
- 29. listopadu – Eduard Taaffe, rakouský státník (* 24. února 1833)
- 30. listopadu – Bohuslav Šulek, slovenský přírodovědec, jazykovědec a publicista (* 22. dubna 1816)
- 4. prosince – Dürrünev Kadınefendi, konkubína osmanského sultána Abdulazize (* 15. března 1835)
- 13. prosince – Štefan Anián Jedlík, uherský fyzik (* 11. ledna 1800)
- 23. prosince – John Russell Hind, britský astronom (* 12. května 1823)
- neznámé datum
  - George M. Bretz, americký fotograf (* 1842)
  - Alexandre Bida, francouzský malíř a rytec (* 1813)
  - Léopold Ernest Mayer, francouzský fotograf (* 1822)

## Hlavy států

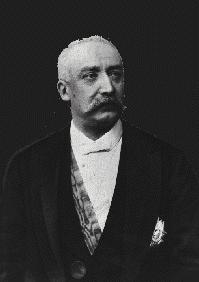
V roce 1895 nastoupil do úřadu francouzský prezident Félix Faure

- České království – František Josef I.
- Papež – Lev XIII.
- Království Velké Británie – Viktorie
- Francouzská republika – Jean Casimir-Perier / Félix Faure
- Uherské království – František Josef I.
- Rakouské císařství – František Josef I.
- Rusko – Mikuláš II.
- Prusko – Vilém II. Pruský
- Dánsko – Kristián IX.
- Švédsko – Oskar II.
- Belgie – Leopold II. Belgický
- Nizozemsko – Vilemína
- Řecko – Jiří I. Řecký
- Španělsko – Alfons XIII. Španělský
- Portugalsko – Karel I. Portugalský
- Itálie – Umberto I.
- Osmanská říše – Abdulhamid II.
- USA – Grover Cleveland
- Japonsko – Meidži